# Hakan Ateş
Hakan Ateş (* 13. Mai 1988 in Akhisar) ist ein türkischer Fußballspieler.

## Karriere

### Vereinskarriere
Hakan Ateş begann mit dem Vereinsfußball als Vierzehnjähriger in der Jugend von Akhisar Belediyespor. Im Frühjahr 2007 erhielt er hier einen Profivertrag und machte bis zum Saisonende zwei Ligapartien. Erst in seiner dritten Saison kam er zu regelmäßigen Einsätzen und wurde ab der vierten Saison Stammspieler. In der Spielzeit 2009/10 wurde man Vizemeister der TFF 2. Lig und stieg in die TFF 1. Lig auf.
Zum Ende der Saison 2011/12 erreichte man völlig überraschend die Meisterschaft der TFF 1. Lig und damit den direkten Aufstieg in die Süper Lig. Ab der Rückrunde der Spielzeit 2012/13 bis zum Saisonende wurde er an den Zweitligisten Göztepe Izmir ausgeliehen.
Zur Saison 2013/14 wurde er erneut an einen Zweitligisten ausgeliehen. Bis zum Saisonende unterschrieb er einen Vertrag beim Neuaufsteiger Fethiyespor. Ateş absolvierte 33 Ligapartien und war in der Defensive als Stammspieler gesetzt. Der Abstieg in die Drittklassigkeit konnte jedoch nicht verhindert werden.
In der Sommerpause 2014 wechselte er zusammen mit seinem Mannschaftskollegen Gökhan Dincer zu Denizlispor.

## Erfolge
Mit Akhisar Belediyespor
- 2009/10 Vizemeisterschaft der TFF 2. Lig
- 2009/10 Aufstieg in die TFF 1. Lig
- 2011/12 Meisterschaft der TFF 1. Lig
- 2011/12 Aufstieg in die Süper Lig